# Spirale della morte delle formiche

Formiche in una spirale della morte

Una spirale della morte delle formiche (o le cosiddette formiche danzanti) è un fenomeno nel quale alcune formiche legionarie allontanatesi dal gruppo principale andando alla ricerca di cibo, rimaste isolate e avendo perso la traccia del feromone che utilizzano per spostarsi, iniziano a seguirsi l'un l'altra, formando un cerchio in rotazione continua. La spirale, se abbastanza prolungata, porterà infine le formiche a morire per sfinimento.

## Descrizione
La spirale della morte è stata riprodotta in laboratorio e anche in alcune simulazioni di colonie di formiche. Il fenomeno è un effetto collaterale della struttura auto-organizzativa delle colonie di formiche, ed è spesso stato osservato attorno ad un pezzo di cibo e come conseguenza di una perturbazione dell'attività feromonale.
Di norma ogni formica segue la formica che le sta di fronte grazie alle tracce di feromoni che gli insetti emettono. Tutto ciò funziona finché qualcosa non va storto, e le formiche in testa scelgono una direzione totalmente casuale; se si ricongiungono al gruppo di coda si forma quindi una spirale della morte. Il fenomeno fu descritto per la prima volta da William Beebe nel 1921, che ne osservò una di ben 370 m di circonferenza. Ogni formica impiegava due ore e mezza per compiere una rivoluzione e il fenomeno durò per due giorni, portando alla morte di migliaia di formiche, per poi terminare grazie all'uscita dalla spirale di un gruppo di insetti, che quindi la interruppe.
Fenomeni simili sono osservabili anche nelle processionarie allo stadio larvale e nei pesci.

## Esiti alternativi dello scenario
Oltre alla morte di tutte le formiche, che avviene nel caso in cui il fenomeno non sia in qualche modo interrotto, possono realizzarsi diversi esiti positivi o negativi dello scenario, tra cui:
- dispersione delle formiche a seguito dell'intervento di fattori esterni, come l'avvicinamento di predatori e l'instaurarsi di condizioni ambientali sfavorevoli[9] (ad esempio: pioggia, vento, aumento o diminuzione della temperatura ambientale, ecc.);
- ritrovamento della scia olfattiva che le formiche stavano seguendo in origine oppure di una nuova, così che possano riprendere le normali attività di ricerca del cibo.[9]